# Антоніо Маніконе
Антоніо Маніконе (італ. Antonio Manicone, нар. 27 жовтня 1966, Мілан) — італійський футболіст, що грав на позиції півзахисника, зокрема за «Інтернаціонале», а також національну збірну Італії. По завершенні ігрової кар'єри — тренер. З 2014 року входить до тренерського штабу національної збірної Швейцарії.

## Клубна кар'єра
Народився 27 жовтня 1966 року в Мілані. Вихованець футбольної школи місцевого «Інтернаціонале».
У дорослому футболі дебютував 1986 року виступами за команду третьолігової «Лікати», в якій провів один сезон. 
Згодом з 1987 по 1989 рік грав у четвертому і третьому дивізіонах за «Палермо», звідки був запрошений Зденеком Земаном до «Фоджі», якій 1991 року допоміг підвищитися до Серії A.
Утім сам гравець продовжив виступи у другому дивізіоні, перейшовши до «Удінезе». За результатами сезону 1991/92 і з цією командою здобув підвищення в класі і наступного сезону дебютував в елітному італійському дивізіоні. Провівши 9 ігор в Серії A за команду з Удіне, по ходу сезону перейшов до «Інтернаціонале», який повернув свого вихованця. У складі «нераззуррі» отримав постійне місце в основному складі, допомігши команді у першому ж сезоні посісти друге місце у чемпіонаті, а наступного року вибороти Кубок УЄФА 1993/94.
Але вже сезон 1994/95 провів в оренді у «Дженоа», а після повернення до «Інтера» протягом наступного сезону лише епізодично виходив на поле і 1996 року перейшов до «Перуджі», де також був гравцем ротації.
Протягом 1998–2000 років грав за друголігову «Козенцу» і третьоліговий «Лекко», а завершував ігрову кар'єру у команді «Про Патрія» з четвертого італійського дивізіону, за яку виступав протягом 2000—2003 років.

## Виступи за збірну
1993 року провів свій єдиний офіційний матч у складі національної збірної Італії.

## Кар'єра тренера
Розпочав тренерську кар'єру невдовзі по завершенні кар'єри гравця, 2004 року, повернувшись до «Інтернаціонале», де увійшов до тренерського штабу команди дублерів. Протягом наступних восьми років працював на різних посадах у міланському клубі, працюючи з юнацькими і молодіжними командами.
2012 року приєднався до очолюваного Владимиром Петковичем тренерського штабу римського «Лаціо». За два роки, у 2014, Петковича запросили очолити тренерський штаб національної збірної Швейцарії, до якого він включив і Маніконе.
| Дата      | Місто   | Господарі | Результат | Гості  | Турнір            | Голи | Примітки |
| --------- | ------- | --------- | --------- | ------ | ----------------- | ---- | -------- |
| 22-9-1993 | Таллінн | Естонія   | 0 – 3     | Італія | Відбір до ЧС 1994 | -    |          |
| Усього    |         | Матчів    | 1         |        | Голів             | 0    |          |

## Титули і досягнення
- Володар Кубка УЄФА (1):

«Інтернаціонале»: 1993-1994